# Miquel Mir i Noguera
Miquel Mir i Noguera (Palma, 1841 - Madrid, 1912) és un religiós i filòsof mallorquí, acadèmic de la Reial Acadèmia de la Llengua. És considerat un dels principals pensadors neoescolàstics mallorquins.
El 1857 va ingressar a la Companyia de Jesús, i d'allí passà a donar classes a Loiola, Burgos i Salamanca. Quan es va produir la revolució de 1868 marxà cap a Anglaterra, on es va ordenar sacerdot i es llicencià en teologia. El 1871 va tornar a Espanya i des de 1873 fins a 1886 va viure a Madrid, col·laborant amb els sacerdots Cabré i La Torre a ordenar i publicar les epístoles d'Ignasi de Loiola. Degut als seus enfrontaments amb la direcció de l'Orde per les seves visions liberals fou destinat el 1882 a El Puerto de Santa María, però el 1883 va tornar a Madrid i d'allí fou destinat a Saragossa.
La seva fama guanyada com estilista li va permetre que el 1886 fos nomenat acadèmic de la Reial Acadèmia de la Llengua, però els enfrontaments amb la Companyia s'accentuaren de manera que el 1891 va marxar de l'orde, tot i que continuà com a capellà. El 1896 va publicar amb pseudònim Los jesuitas de puertas adentro o un barrido hacia afuera en la Compañía de Jesús, que va provocar una forta polèmica amb altres teòlegs i la seva immediata inclusió en l'Index Librorum Prohibitorum. Posteriorment publicaria en toms Historia interna documentada de la Compañía de Jesús, que també fou inclòs en l'Índex. Tot i això, dedicà els seus estudis posteriors a defensar la fe catòlica contra els seus detractors i a publicar estudis sobre Teresa de Jesús. A la seva mort llegà la seva col·lecció de llibres a la Biblioteca Episcopal de Mallorca.

## Obres
- Influencia de los aragoneses en el descubrimiento de América (1892)
- Historia de la Pasión de Jesucristo (1893)
- Los jesuitas de puertas adentro o un barrido hacia afuera en la Compañía de Jesús (1896)
- Curiosidades de la mística parda (1897)
- Santa Teresa de Jesús. Su vida, su espíritu, sus fundaciones (1912)
- Historia interna documentada de la Compañía de Jesús (10 toms, 1913)